# 38823 Nijland
38823 Nijland este o planetă minoră (asteroid), cu un diametru de 4,418 km, din centura de asteroizi. A fost descoperită pe 2 septembrie 2000 la Stația Anderson Mesa de Lowell Observatory Near-Earth-Object Search. 
Obiectul prezintă o orbită caracterizată de o semiaxă mare de 3,0161035 UAi, o excentricitate de 0,01, o înclinație de 0,62106 ° în raport cu ecliptica.